# Aizier
Aizier là một xã của tỉnh Eure, thuộc vùng Normandie, miền bắc nước Pháp.